# Syntermitoxenia apiogaster
Syntermitoxenia apiogaster är en tvåvingeart som beskrevs av Schmitz 1955. Syntermitoxenia apiogaster ingår i släktet Syntermitoxenia och familjen puckelflugor.
Artens utbredningsområde är Angola. Inga underarter finns listade i Catalogue of Life.